# Goniaeolis typica
Goniaeolis typica M.Sars, 1861 è un mollusco nudibranchio, unica specie del genere Goniaeolis e della famiglia Goniaeolididae.

## Distribuzione e habitat
La specie è endemica delle acque della Scandinavia, a profondità comprese tra 30 e 600 m.